# Ashita no kioku/Crazy Moon (Kimi wa muteki)
Ashita no kioku/Crazy Moon (Kimi wa muteki) (明日の記憶／Crazy Moon～キミ・ハ・ムテキ～?) è il ventiseiesimo singolo del gruppo musicale giapponese Arashi, pubblicato il 27 maggio 2009. Il brano è incluso nell'album All the Best! 1999-2009, undicesimo lavoro del gruppo. Il singolo ha raggiunto la prima posizione della classifica Oricon dei singoli più venduti in Giappone, vendendo 622.011. Il singolo è stato certificato doppio disco di platino. Ashita no kioku è stato utilizzato come tema musicale del dorama televisivo The Quiz Show con Shō Sakurai.

## Tracce
CD JACA-5173
1. Ashita no kioku (明日の記憶)
2. Crazy Moon (Kimi wa muteki) (Crazy Moon～キミ・ハ・ムテキ～)
3. Ashita no kioku (Original Karaoke) (明日の記憶(オリジナル・カラオケ))
4. Crazy Moon (Kimi wa muteki) (Original Karaoke) (Crazy Moon～キミ・ハ・ムテキ～(オリジナル・カラオケ))

## Classifiche
| Classifica (2009) | Posizione più alta |
| ----------------- | ------------------ |
| Giappone          | 1                  |